# A. J. Buckley
Aaron John Buckley (* 9. Februar 1977 in Dublin, Irland) ist ein kanadischer Schauspieler irischer Abstammung. Größere Bekanntheit erlangte er durch seine Rolle als Labortechniker und Forensik-Spezialist Adam Ross in der US-Krimiserie CSI: NY.

## Leben
A. J. Buckleys Eltern wanderten nach British Columbia (Kanada) aus, als er sechs Jahre alt war. Er ist der Älteste von neun Geschwistern und besuchte wie auch seine Geschwister die St. Thomas More Privatschule in Burnaby, British Columbia. Trotz seiner Dyslexie war er ein guter Schüler, nach eigener Aussage machte ihm einzig Chemie große Schwierigkeiten. Er spielt Schlagzeug in einer Band zusammen mit dem Schauspieler Ryan Gosling. Für seine Schauspielkarriere zog er in die Vereinigten Staaten.
Er hat mehrere Tattoos, darunter eins auf seinem rechten Oberarm. Das Tattoo zeigt das Familienwappen der Buckleys mit der Inschrift Nec temere nec timide (Weder rücksichtslos noch zaghaft). Ihm gehört die Produktionsfirma Fourfront Productions.
Buckley war je einige Zeit mit Sharni Vinson, Kelly Monaco und Emmanuelle Chriqui liiert, bevor er Abigail Ochse kennenlernte. Seit 2010 führen sie eine Beziehung, 2012 verlobten sie sich, im Januar 2014 wurde die erste gemeinsame Tochter geboren.

## Filmografie (Auswahl)
- 2002: Wishcraft
- 2002: Girl Fever
- 2003: Without a Trace – Spurlos verschwunden (Without a Trace, Fernsehserie, Gastrolle)
- 2003: The District – Einsatz in Washington (The District, Fernsehserie, Gastrolle)
- 2003: Warnings – Die Zeichen sind da (Silent Warnings)
- 2004: CSI: Den Tätern auf der Spur (CSI: Crime Scene Investigation, Fernsehserie, Gastrolle)
- 2004: U-Boat (In Enemy Hands)
- 2004: Roomies
- 2005–2013: CSI: NY (Fernsehserie, 141 Folgen)
- 2006: Supernatural (Fernsehserie, 4 Folgen)
- 2007: Walking Tall: The Payback
- 2007: Entourage (Fernsehserie, Gastrolle)
- 2007: Bones – Die Knochenjägerin (Bones, Fernsehserie, Gastrolle)
- 2010: Skateland
- 2010: Paddyville
- 2010: Ghostfacers (Webserie)
- 2011: Doomsday Prophecy – Prophezeiung der Maya (Doomsday Prophecy)
- 2011: Weihnachtspost (Christmas Mail)
- 2013–2014: Justified (Fernsehserie, 7 Folgen)
- 2014: Republic of Doyle – Einsatz für zwei (Republic of Doyle, Fernsehserie, 1 Folge)
- 2015: The Mentalist (Fernsehserie, eine Folge Der Tod tut mir nicht weh)
- 2015: Murder in the First (Fernsehserie, acht Folgen)
- 2015: Hawaii Five-0 (Fernsehserie)
- 2015: Arlo & Spot (The Good Dinosaur, Stimme von Nash)
- 2015: Blue Bloods – Crime Scene New York (Fernsehserie, 1 Folge)
- 2015: Home Sweet Hell
- 2015: Narcos (Kevin Brady, 1 Folge)
- 2016: Motive (Fernsehserie, Folge 4x12)
- 2017: Pure (Fernsehserie, sechs Folgen)
- 2017–2024: SEAL Team (Fernsehserie)

## Videospiele
- 2015: Disney Infinity 3.0 (Nash Synchronisation)
- 2008: CSI: NY (Adam Ross Synchronisation)
- 2007: Kingdom Hearts II: Final Mix+ (Additional Stimme, Englische Version Synchronisation)
- 2005: Kingdom Hearts II (Englische Version, Synchronisation)